# Hermann Müller
Hermann Müller (escucharⓘ, Mannheim, Imperio alemán, 18 de mayo de 1876-Berlín, República de Weimar, 20 de marzo de 1931) fue un político socialdemócrata alemán que fue ministro de Asuntos Exteriores (21 de junio de 1919-27 de marzo de 1920), y que ejerció el cargo de canciller de Alemania (jefe de Gobierno) en dos ocasiones (su primer gobierno se extendió entre el 27 de marzo y el 21 de junio de 1920 y su segundo, entre el 28 de junio de 1928 y el 27 de marzo de 1930), bajo la República de Weimar. Como ministro de Asuntos Exteriores, fue uno de los signatarios alemanes del Tratado de Versalles en 1919.

## Segundo gobierno

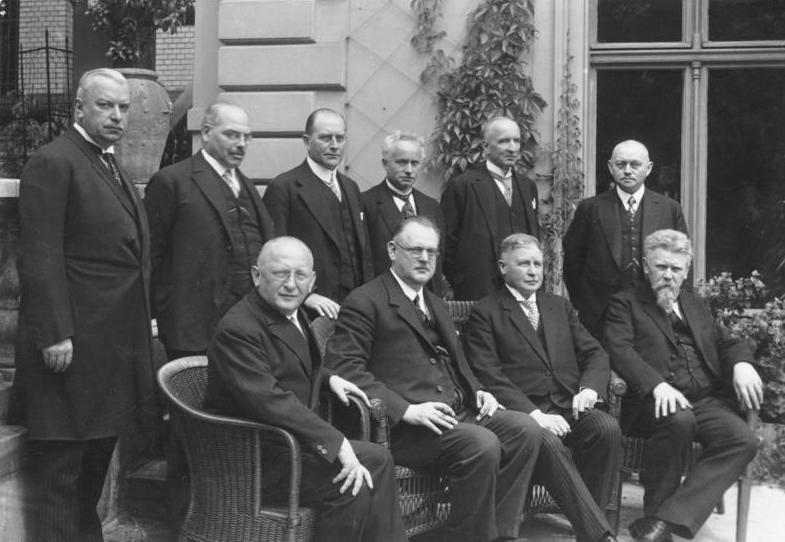
El segundo gabinete Müller, último gabinete parlamentario de la República de Weimar.

Su segundo gabinete fue el último gabinete apoyado en una mayoría parlamentaria. Gobierno de coalición, hubo de enfrentarse a la agudización de la crisis económica que aumentó enormemente el desempleo. Ante el desacuerdo entre los socios de Gobierno sobre la política que se había de seguir para atender al creciente número de desempleados, Müller hubo de dimitir.
A partir de su caída los Gobiernos federales realizaron su labor apoyándose cada vez más en los poderes del presidente de la república.